# Stade du maréchal Józef Piłsudski
Ne pas confondre avec le stade Józef Piłsudski de Cracovie.
Le stade du maréchal Józef Piłsudski (stadion im. Marszałka Józefa Piłsudskiego en polonais), connu également sous le nom de stade de l'armée polonaise (stadion Wojska Polskiego en polonais), est un stade polonais de football situé à Varsovie, en Pologne. Propriété de la capitale, et d'une capacité de 31 103 places, il est utilisé exclusivement pour les rencontres du Legia Varsovie, l'un des deux clubs principaux de la ville avec le Polonia Varsovie.
Entre juillet 2011 et décembre 2014, le stade s'est appelé Pepsi Arena, prenant le nom de son sponsor PepsiCo.

## Histoire
Il est construit de 1927 à 1930.
Le stade est officiellement mis en service le 9 août 1930. Contre l'Europa Barcelone, le Legia Varsovie fait match nul un but partout, grâce à Henryk Martyna qui marque sur penalty à la vingt-deuxième minute.
Le virage nord du stade est depuis les années 70 surnommé "zyleta", ce qui signifie "lame de rasoir" en polonais. Ce surnom provient d'une publicité qui durant des années a été affichée dans le virage. C'est à cet endroit du stade que se massent les plus fervents supporters du club, et c'est là que sont le plus souvent mis en place les tifos. La zyleta est considéré comme une des tribunes les plus chaudes d'Europe.
Depuis le 1er août 2002, il appartient à la ville de Varsovie.

### Le nouveau stade
Une nouvelle enceinte est programmée pour l'année 2011, et portera la capacité du stade à 31 800 spectateurs.
Le 17 novembre 2008, la reconstruction du stade débute. Il est prévu que trois nouvelles tribunes soient terminées d'ici mai 2010, dont la capacité totale est de 26 000 spectateurs. Après cela sera lancée la deuxième phase de la construction, qui prévoit l'édification d'une nouvelle tribune ouest. Tout le stade sera prêt en février 2011.
Le nouveau stade est inauguré le 7 août 2010 contre Arsenal. Devant 22 836 spectateurs, le Legia fait le spectacle, et rentre aux vestiaires avec deux buts d'avance. Le match s'accélère et devient fou en seconde période, voyant les deux équipes enchaîner les buts. Finalement, Arsenal sort vainqueur de cette rencontre, qui se termine sur le score de six buts à cinq,.
Le 9 juin 2011, la Pologne accueille la France pour un match amical, un an avant l'Euro 2012 qui se déroule en Pologne et en Ukraine. Les Français battent les Polonais 1-0.
Le 2 juin 2013, le stade enregistre un nouveau record d'affluence dans sa nouvelle configuration, en attirant 30 787 spectateurs lors du match Legia Varsovie - Śląsk Wrocław, soit un de plus que lors d'un match de Ligue Europa en 2011.
En 2022, le Chakhtar Donetsk y joue ses matchs à domicile de Ligue des champions de l'UEFA, ne pouvant les jouer dans leur stade en raison de l'invasion de l'Ukraine par la Russie en 2022.